# Хорхе Буручага
Хорхе Луис Буручага (шп. Jorge Luis Burruchaga; 9. октобар 1962) бивши је аргентински фудбалер и тренер. Играо је на позицији нападача и познат је по постизању победничког гола за Аргентину у финалу Светског првенства 1986. године.

## Каријера

### Клуб
Рођен је у Гуалегају. Фудбал је почео да игра 1980. године за Арсенал де Саранди, у тадашњој другој дивизији Аргентине.
Прешао је у клуб Индепендијенте 1982. године и дебитовао у победи против Естудијантеса де Ла Плата 12. фебруара. Био је део тима који је освојио превенство Метрополитано 1983, Копа либертадорес и Интерконтинентални куп 1984. године.
Потом је прешао у француски тим Нант, где је играо седам година. Такође је годину дана играо за Валенсијен, где је био умешан у скандал о подмићивању у којем је учествовао француски и европски шампион Олимпик Марсељ, који је наводно „купио“ победу у лиги против Валенсијена. Потом му је изречена условна шестомесечна казна, када је пресуда донета 15. маја 1995. године.
Вратио се у Аргентину где је још играо за Индепендијенте, а 1995. освојио је Суперкопа Судамерикана и Рекопа Судамерикана.
Повукао се из професионалног фудбала 10. априла 1998. на утакмици против Велез Сарсфилда.

### Репрезентација
Буручага је био део тима који је освојио Светско првенство 1986. у Мексику, постигавши два гола, укључујући и гол који је Аргентини донео победу од 3:2 против Западне Немачке у финалном мечу. Такође је учествовао на свим утакмицама Аргентине на Светском првенству 1990. и постигао један погодак на турниру. Укупно је постигао 13 голова за Аргентину на 59 утакмица између 1983. и 1990. године.

### Тренер
Тренирао је Арсенал де Саранди од његовог доласка у прву дивизију 2002. године и успео да задржи тим на средини табеле. У сезони 2005–06. прелази у Естудијантес де Ла Плату. У мају 2006. године прешао је у Индепендијенте и поднео оставку у априлу 2007. Такође је управљао Банфилдом од 2008. до 2009. године
Дана 5. маја 2009. Буручага се вратио у Арсенал де Саранди, али је поднео оставку 2010. године. Тренирао је парагвајски клуб Либертад од 2011. године. Водио је Атлетико де Рафаела у аргентинској Примера лиги од 2012. до јуна 2014. Године 2015. вратио се у Атлетико де Рафаелу.

## Приватни живот
Његов син је Мауро Буручага и такође је фудбалер.

## Статистика каријере
Клуб
| Клупска статистика | Клупска статистика | Клупска статистика | Првенство | Првенство | Куп           | Куп           | Лига куп | Лига куп | Континентално | Континентално | Укупно  | Укупно |
| Сезона             | Клуб               | Лига               | Наступи   | Голови    | Наступи       | Голови        | Наступи  | Голови   | Наступи       | Голови        | Наступи | Голови |
| Аргентина          | Аргентина          | Аргентина          | Првенство | Првенство | Куп           | Куп           | Лига куп | Лига куп | Јужна Америка | Јужна Америка | Укупно  | Укупно |
| ------------------ | ------------------ | ------------------ | --------- | --------- | ------------- | ------------- | -------- | -------- | ------------- | ------------- | ------- | ------ |
| 1980               | Арсенал де Саранди | Примера Б          | 15        | 1         | —             | —             | —        | —        | —             | —             | 15      | 1      |
| 1981               | Арсенал де Саранди | Примера Б          | 34        | 6         | —             | —             | —        | —        | —             | —             | 34      | 6      |
| 1982               | Индепендијенте     | Примера дивисион   | 52        | 17        | —             | —             | —        | —        |               |               |         |        |
| 1983               | Индепендијенте     | Примера дивисион   | 55        | 23        | —             | —             | —        | —        |               |               |         |        |
| 1984               | Индепендијенте     | Примера дивисион   | 29        | 10        | —             | —             | —        | —        |               |               |         |        |
| 1985               | Индепендијенте     | Примера дивисион   | 10        | 3         | —             | —             | —        | —        |               |               |         |        |
| 1985–86            | Индепендијенте     | Примера дивисион   | 0         | 0         | —             | —             | —        | —        |               |               |         |        |
| Француска          | Француска          | Француска          | Лига      | Лига      | Куп Француске | Куп Француске | Лига куп | Лига куп | Европа        | Европа        | Укупно  | Укупно |
| 1985–86            | Нант               | Лига 1             | 36        | 9         |               |               |          |          |               |               |         |        |
| 1986–87            | Нант               | Лига 1             | 30        | 6         |               |               |          |          |               |               |         |        |
| 1987–88            | Нант               | Лига 1             | 10        | 2         |               |               |          |          |               |               |         |        |
| 1988–89            | Нант               | Лига 1             | 6         | 2         |               |               |          |          |               |               |         |        |
| 1989–90            | Нант               | Лига 1             | 27        | 4         |               |               |          |          |               |               |         |        |
| 1990–91            | Нант               | Лига 1             | 3         | 0         |               |               |          |          |               |               |         |        |
| 1991–92            | Нант               | Лига 1             | 28        | 4         |               |               |          |          |               |               |         |        |
| 1992–93            | Валенсијен         | Лига 1             | 32        | 10        |               |               |          |          |               |               |         |        |
| Аргентина          | Аргентина          | Аргентина          | Првенство | Првенство | Куп           | Куп           | Лига куп | Лига куп | Јужна Америка | Јужна Америка | Укупно  | Укупно |
| 1994–95            | Индепендијенте     | Примера дивисион   | 11        | 1         | —             | —             | —        | —        |               |               |         |        |
| 1995–96            | Индепендијенте     | Примера дивисион   | 27        | 6         | —             | —             | —        | —        |               |               |         |        |
| 1996–97            | Индепендијенте     | Примера дивисион   | 31        | 9         | —             | —             | —        | —        |               |               |         |        |
| 1997–98            | Индепендијенте     | Примера дивисион   | 20        | 3         | —             | —             | —        | —        |               |               |         |        |
| Укупно             | Аргентина          | Аргентина          | 284       | 79        | —             | —             | —        | —        |               |               |         |        |
| Укупно             | Француска          | Француска          | 140       | 37        |               |               | —        | —        |               |               |         |        |
| Каријера укупно    | Каријера укупно    | Каријера укупно    | 424       | 116       |               |               | —        | —        |               |               |         |        |

Репрезентација
| Аргентина | Аргентина | Аргентина |
| Год.      | Наступи   | Голови    |
| --------- | --------- | --------- |
| 1983      | 7         | 3         |
| 1984      | 12        | 2         |
| 1985      | 9         | 3         |
| 1986      | 10        | 2         |
| 1987      | 1         | 1         |
| 1988      | 0         | 0         |
| 1989      | 7         | 0         |
| 1990      | 11        | 2         |
| Укупно    | 57        | 13        |

## Успеси
Клуб
Индепендијенте
- Примера дивисион: Метрополитано 1983.
- Копа либертадорес: 1984.
- Интерконтинентални куп: 1984.
- Суперкопа Судамерикана: 1995.
- Рекопа Судамерикана: 1995.

Репрезентација
Аргентина
- Светско првенство: 1986.

Индивидуално
- Најбољи стрелац Копа Америка: 1983.
- Најбољи страни играч у сезони Лиге 1: 1985–86.[15]